# Khongman
Khongman è una suddivisione dell'India, classificata come census town, di 5.465 abitanti, situata nel distretto di Imphal Est, nello stato federato del Manipur. In base al numero di abitanti la città rientra nella classe V (da 5.000 a 9.999 persone).

## Geografia fisica
La città è situata a 24° 46' 40 N e 93° 57' 37 E.

## Società

### Evoluzione demografica
Al censimento del 2001 la popolazione di Khongman assommava a 5.465 persone, delle quali 2.621 maschi e 2.844 femmine. I bambini di età inferiore o uguale ai sei anni assommavano a 501, dei quali 237 maschi e 264 femmine. Infine, coloro che erano in grado di saper almeno leggere e scrivere erano 4.145, dei quali 2.183 maschi e 1.962 femmine.